# Stipularia africana
Stipularia africana là một loài thực vật có hoa trong họ Thiến thảo. Loài này được P.Beauv. miêu tả khoa học đầu tiên năm 1807.